# 빌헬름 오스트발트
프리드리히 빌헬름 오스트발트(독일어: Wilhelm Friedrich Ostwald, 1853년 9월 2일 ~ 1932년 4월 4일)는 독일의 물리화학자이다. 1881년 리가 공업 대학 교수, 1887년 라이프치히 대학 물리 화학 교수를 지냈다. 1905년 최초의 미국 교환 교수로서 하버드 대학교에서 연구하였다. 반응 속도론·평형론 등에 관한 연구를 하였으며, 1909년 노벨 화학상을 받았다. 저서로 《화학 개론》, 《무기 화학 원론》, 《에너지론》 등이 있다. 또한 색을 연구하여 오스트발트 색 체계를 만들었다.

## 수상 경력
- 1909년 : 노벨 화학상

## 저서
- Ostwald, W. (1900). 《Grundriss der allgemeinen Chemie》. Leipzig: Engelmann.
- Ostwald, W. (1906). 《Process of manufacturing nitric acid. Patent》.
- Ostwald, W. (1909). 《Energetische Grundlagen der Kulturwissenschaft》 1판. Leipzig.
- Couturat, L.; Jespersen O.; Lorenz R.; Ostwald W.; Pfaundler L. (1910). 《International language and science: Considerations on the introduction of an international language into science》. London: Constable and Company Limited.
- 기치들에관한 철학 (영문The Philosophy of Values ,독일어 Die Philosophie der Werte,1913)[2]
- Ostwald, W. (1917). 《Grundriss der allgemeinen Chemie》 5판. Dresden: Steinkopff.

## 같이 보기
- 오스트발트-드 웰 관계식

## 참고 문헌
- Clark, F.W. (1916). “Annual report of the international committee on atomic weights”. 《J. Am. Chem. Soc.》 38 (11): 2219–2221. doi:10.1021/ja02268a001.
- Gorin, G. (1994). “Mole and chemical amount: A discussion of the fundamental measurements of chemistry”. 《J. Chem. Educ.》 71 (2): 114. Bibcode:1994JChEd..71..114G. doi:10.1021/ed071p114.
- Patrick Coffey, Cathedrals of Science: The Personalities and Rivalries That Made Modern Chemistry, Oxford University Press, 2008. ISBN 978-0-19-532134-0
- 이 문서에는 다음커뮤니케이션(현 카카오)에서 GFDL 또는 CC-SA 라이선스로 배포한 글로벌 세계대백과사전의 내용을 기초로 작성된 글이 포함되어 있습니다.